# 1394
1394. је била проста година.

## Догађаји
- јул — Битка код Добора (1394)